# 이마바야시 후토시
이마바야시 후토시(今林大, 1983년 -)는 일본의 전직 공무원 출신이다.
이마바야시는 본디 후쿠오카시 소속의 공무원으로 2006년 8월 25일, 술을 마신 상태에서 자신의 승용차로 동 시 히가시구에 있는 우미노나카미치 대교(ja)를 약 100km/h로 통과 중, 앞서가던 오카미 아키오(大上哲央, 당시 34)의 승용차를 추돌하여 오카미의 승용차를 바다에 떨어뜨렸다. 이 사고로 오카미와 부인 가오리(かおり, 당시 32)가 전신에 부상을 입었고, 오카미의 세 자녀 히로아키(紘彬, 당시 4), 도모아키(倫彬, 당시 3), 사아야(紗彬, 당시 1)가 익사했다.
2008년 1월 8일, 후쿠오카 지방법원은 이마바야시에게 업무상 과실에 따른 치사상죄를 적용하여 징역 7년 6개월을 선고했고, 5월에는 후쿠오카 고등법원이 이마바야시에게 위험운전치사상죄를 적용하여 징역 20년을 선고했다., 이에 대해 이마바야시는 대법원에 상고했다.
이후 2007년, 또 다른 소속 공무원이 음주운전 사고를 일으켜 후쿠오카시에서는 해당 직원을 징계 및 파면시키고 재발 방지책의 수립을 약속했다.